# 慶一大学校
慶一大学校（キョンイルだいがっこう、경일대학교、Kyungil University）とは、大韓民国慶尚北道慶山市に所在する韓国の私立大学である。略称はKIU。

## 概要
- 所在地　慶尚北道慶山市河陽邑副狐狸
- 設置者　学校法人一清学園
  - 名誉理事長 ハ・ヨンス
  - 理事長 ハ・ソンギュ
- 総長　イ・ナムギョ（2008年6月2日就任。慶一大学校としては第4代総長。学位は教育学博士（芦屋大学））
- 学生数　約11,000人
- 校訓　「真意・創意・熱意」

## 沿革
- 1963年1月28日　大邱市文化洞11番地に私立青丘大学校併設工業高等専門学校設立（中学校卒業者を対象にする5年制高等専門学校。「高等専門学校」は当時の学制では高等学校と大学校1～2年次が結びついたもので、日本の高等専門学校に類似した学制。中学校卒業者を対象にする。青丘大学校は1950年、大邱市に創立）。設置者は財団法人青丘大学校併設工業高等専門学校。学科は土木・建築・機械・繊維・消防等。
- 1966年1月　学生受け入れ開始。
- 1967年12月　朴正煕大統領の指示で、 青丘大学校が旧「大邱大学校」（1947年、大邱市に創立。現在慶山市にある私立大邱大学校とは無関係）と統合、嶺南大学校設立（設置者は学校法人嶺南学院）。これに伴い嶺南大学校併設工業高等専門学校に改称。
- 1968年2月　大邱市孝睦洞55番地にキャンパス移転。
- 1973年7月　学校法人一清学園設立。一清学園が嶺南大学校併設工業高等専門学校を買収取得。
- 1975年3月　学制改編のため嶺南工業高等専門学校廃校。高等学校卒業者を対象にする2年制専門学校となり、嶺南工業高等専門学校と改称。
- 1976年6月　慶北工業専門学校と改称。
- 1978年12月　専門大学に昇格。慶北工業専門大学校となる。
- 1983年2月　専門職人材育成と社会人のための継続教育・生涯教育を推進する政府施策により文教部から開放大学研究学校に指定される。
- 1985年3月　継続教育・生涯教育のための「慶北開放大学」（4年制）設置。設置学科は機械工学・電気工学・電子工学・工業化学・繊維工学・土木工学と・建築工学・産業工学・電子計算学・衣装デザイン学。
- 1986年2月　学制改革のため慶北工業専門大学校は廃校。慶北産業専門大学校と改称し設立。
- 1990年3月　産業大学院設置（機械工学・電気工学・繊維工学・土木工学）。学部設置（工学・社会科学・造形学）。
- 1992年3月　一般の大学校に昇格。慶北産業大学校と改称。
- 1994年3月　一般の大学校に昇格したため学部を単科大学（工科大学・人文社会科学大学・造形大学）に改編。
- 1994年8月　慶山市の現在地にキャンパス移転。
- 1997年3月　慶一大学校と改称。学科改組し総合大学となる。
- 1998年9月　生涯教育院開院。
- 1999年11月  一般大学院設置。造形大学院設置。
- 2003年3月　国際交流教育センター開所。進路就職支援センター開所。
- 2003年8月　総合体育館が大邱夏季ユニバーシアードバレーボール競技会場となる。
- 2003年9月  国際交流教育センターを国際交流教育院に改称。
- 2004年2月　消防防災IT研究所開所。
- 2004年3月　慶一大学校産学協力団設立。
- 2007年3月　工学教育革新センター開所。独島・間島教育センター開所。

## 設置大学
- 工科大学
- 人文社会科学大学
- 造形大学
- 学科数　27

## 設置大学院
- 一般大学院　21専攻
- 産業大学院　15専攻
- デザイン大学院　3専攻

## 交流協定校

### 日本
- 新潟産業大学
- 梅光学院大学

### 台湾
- 清雲科技大学
- 華梵大学

### 中国
- 哈爾浜理工大学
- 合肥工業大学
- 昆明大学
- 南開大学
- 三峡大学
- 上海大学
- 南京情報技術専門学院
- 瀋陽理工大学
- 湖北大学

### モンゴル
- モンゴル科学技術大学

### フィリピン
- サント・トーマス大学

### ロシア
- ブリヤート国立大学
- イルクーツク国立教育大学

### アメリカ
- カリフォルニア州立大学サンマルコス校
- クリストファー・ニューポート大学
- グアム大学

## 有名人
慶一大学校出身の有名人
- キム・ソヨン/水泳選手/1994. 3. 17.
- 白菜 / バレーボール選手 / 1998. 1. 7.
- イ・ギボム/サッカー監督、元サッカー選手/1970. 8. 8. /息子イ・ヘウン、息子イアン
- イ・ジェヒョン / MCメタ / 歌手 / 1971. 12. 16. / 所属グループ ガリオン, メタワレックス / デビュー 2004年ガリオン1集アルバム [Garion]
- チョン・ジョンヨン/サッカー監督、元サッカーコーチ/ 1969. 4. 1.
- チュ・ジェフン/アーチェリー/1992. 5. 21.
- ハン・ジヒョン / バレーボール選手 / 1994. 8. 17. / デビュー 2012年興国生命ピンクスパイダース入団

## その他
- 現総長のイ・ナムギョはソウル教育大学校卒業、延世大学校教育大学院修了（教育学修士）、九州大学大学院（比較教育学）を経て、芦屋大学大学院修了（教育学博士）。『毎日新聞 (韓国)』紙上に「イ・ナムギョの日本語源流散歩」を連載している。